# Vernáculo
Vernáculo é o nome que se dá ao idioma próprio de um país, de uma nação ou região; é a língua nacional. 
Vernáculo é utilizado para designar o idioma puro, utilizado tanto no falar, como no escrever; sem utilizar palavras de idiomas estrangeiros (estrangeirismos).
Esse termo – oriundo do latim vernaculum – era utilizado para designar os escravos que nasciam na casa do seu patrão, isto é, pertenciam a uma região específica. 

## Língua vernacular e língua litúrgica
Pode-se entender uma língua vernacular contrastando-a à uma língua litúrgica. A Reforma Protestante pregava a leitura vernacular da Bíblia e de outros escritos religiosos, em detrimento da leitura ortodoxa da Igreja. Já a igreja católica romana só permitiu o uso de línguas vernáculas em suas liturgias a partir da década de 1960, com o Concílio Vaticano II. 
Atualmente a expressão língua vernacular se aplica à linguagem coloquial de determinado grupo social ou comunidade e que se diferencia da chamada língua culta pela inclusão de gírias e expressões regionais, entre outros aspectos.